# Kekal
I Kekal sono un gruppo musicale avant-garde metal indonesiano attivo dal 1995 e originario di Giacarta.
Nel 2009 il gruppo si è sciolto ma non ufficialmente, nel senso che ha continuato a produrre album.

## Formazione
- Jeff Arwadi (Altera Enigma, Armageddon Holocaust, Doctor D, Excision, Inner Warfare) – chitarra, voce, programmazioni, drum machine, samples, loops (1996–2009, tuttora attivo)
- Azhar Levi Sianturi (Mournphagy) – basso, voce (1996–2009, tuttora attivo)
- Leo Setiawan – chitarra (1996–2001, 2005–2009, tuttora attivo)

Ex membri
- Harry – voce (1995–1998)
- Newbabe – basso, voce (1995–1996, 2004–2005)
- Yeris – chitarra, voce (1995–1996)

## Discografia
- 1998 - Beyond the Glimpse of Dreams
- 1999 - Embrace the Dead
- 2001 - The Painful Experience
- 2003 - 1000 Thoughts of Violence
- 2005 - Acidity
- 2007 - The Habit of Fire
- 2008 - Audible Minority
- 2010 - 8
- 2012 - Autonomy
- 2015 - Multilateral
- 2018 - Deeper Underground
- 2020 - Quantum Resolution